# 四月初十
四月初十，农历四月第十天。

## 出生
- 北宋仁宗庆历八年，宋神宗赵顼。

## 逝世
- 唐宣宗咸通八年，臨濟義玄。
- 后燕建兴十一年，成武帝慕容垂。
- 南宋高宗绍兴二十五年，李清照。

## 参看
- 日历
- 四月初八 - 四月初九 - 四月初十 - 四月十一 - 四月十二
- 三月初十 - 四月初十 - 五月初十
- 正月 - 二月 - 三月 - 四月 - 五月 - 六月 - 七月 - 八月 - 九月 - 十月 - 十一月 - 腊月
- 公历4月10日